# Eusterinx townesi
Eusterinx townesi là một loài tò vò trong họ Ichneumonidae.